# Raffaello da Montelupo
Raffaello da Montelupo (Montelupo Fiorentino, c. 1504/1505 - Orvieto, c. 1566/1567), nacido Raffaele Sinibaldi, fue un escultor y arquitecto italiano del Renacimiento, y aprendiz de Miguel Ángel. Era hijo de otro escultor, Baccio da Montelupo. Tanto el padre como el hijo aparecen biografiados en las célebres Vite de 'più eccellenti pittori, scultori, ed architettide Vasari. 

## Obras

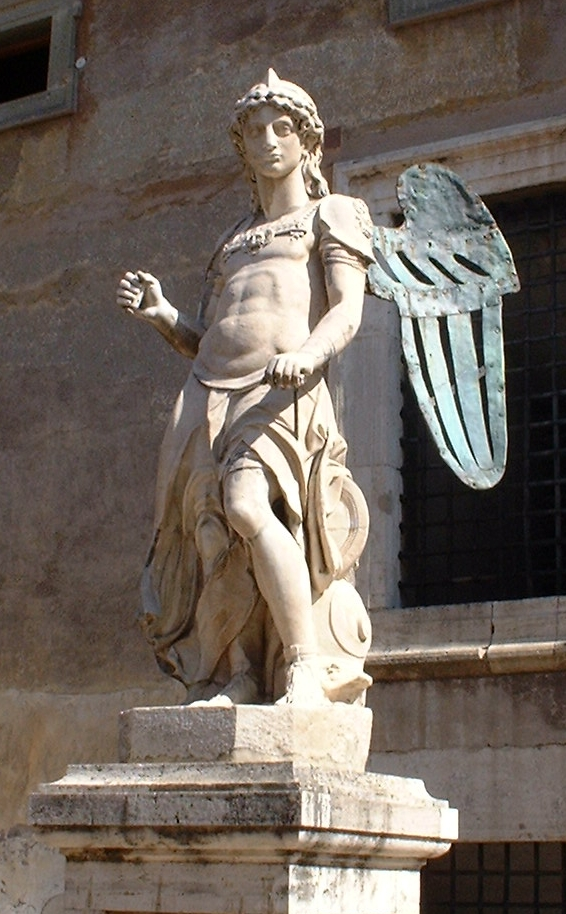
San Miguel (c. 1536) para el remate del Castillo de Sant'Angelo, Roma.

Rafael nació en Montelupo Fiorentino, cerca de Florencia. 
En su juventud, cuando tenía veinte años, fue ayudante de Lorenzo Lotti en Roma en la ejecución de las estatuas de Elías y Jonás para la Capilla Chigi en Santa Maria del Popolo (sobre dibujos de Rafael). También se le atribuye un relieve en mármol que representa los esponsales místicos de santa Catalina (c. 1530), en una capilla de Santa Maria de la Consolación. 
Después se trasladó a Loreto. Se le atribuye la autoría de una Visitación y una Adoración de los Magos (c. 1534) que se encuentran en la Basílica de la Santa Casa (Iglesia de la Santa Casa) (hechas sobre dibujos de Andrea Sansovino ). 
Poco después, según Vasari, Raffaello empezó a trabajar con Miguel Ángel en la Capilla de los Médici (Sacristía Nueva) de la Basílica de San Lorenzo de Florencia, donde hizo la estatua de San Damián (c. 1534). El San Cosme también se le atribuye a él y a Giovanni Angelo Montorsoli, otro de los ayudantes de Miguel Ángel. 
Regresó a Roma, donde continuó trabajando a las órdenes de Miguel Ángel. Contribuyó al trabajo de la tumba de Julio II en San Pietro in Vincoli, y, con Bandinelli, en la tumba del Papa León X en Santa Maria sopra Minerva . 
Para la capilla construida por León X en la fortaleza de Castillo de Sant'Angelo hizo una Virgen. Además, hizo una estatua de mármol de San Miguel empuñando su espada, diseñada para ser colocada coronando el castillo. (La leyenda dice que el año 590 el arcángel apareció en la cima del que entonces era el mausoleo de Adriano blandiendo su espada como señal del fin de la peste en Roma, haciendo que se le diera su nombre al castillo). Este Sant Miquel de Rafael fue posteriormente reemplazado por una estatua de bronce con el mismo tema, obra del escultor flamenco Peter Anton von Verschaffelt en el año 1753. Su versión puede ser aún admirada en el patio interior de la fortaleza. 
Bajo el papado de Pablo III le fueron encargados catorce ángeles para adornar el Puente de Sant'Angelo, el puente que conecta el centro de Roma con el Castillo de Sant'Angelo. Estas esculturas también fueron reemplazadas posteriormente por unos nuevos ángeles de Bernini, a quien le fueron encargados por el papa Clemente IX el año 1669. 
Raffaello da Montelupo también trabajó como arquitecto y realizó, entre otros proyectos, contribuciones escultóricas y arquitectónicas en la Catedral de Orvieto, donde se retiró y donde moriría entre 1566 y 1567. Vasari resume su juicio sobre Raffaello con estas palabras: 

Creo que Raffaello, si hubiera emprendido grandes obras, como tuvo oportunidad de hacerlo, habría hecho más cosas en el arte, y mejor. Pero era demasiado gentil y considerado, evitaba todo conflicto y se contentaba con lo que la Providencia había dispuesto para él, así que dejó pasar muchas oportunidades de hacer obras destacadas. Era un buenísimo artesano, y poseía muchos más conocimientos de todos los asuntos del arte que los mostrados por su padre Baccio

## Autobiografía

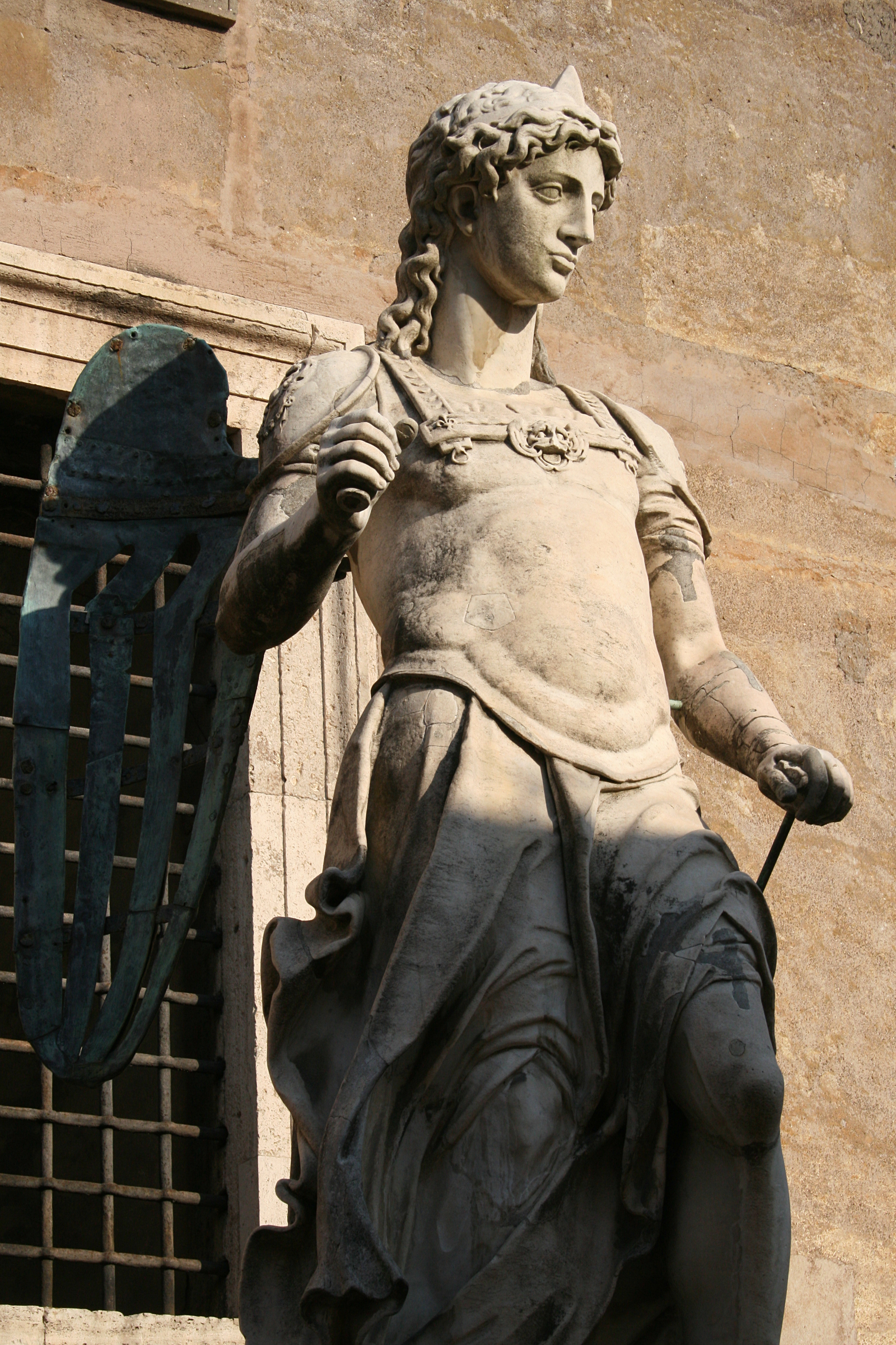
Ángel de Raffaello da Montelupo (1504-1566). Antiguamente se encontraba en lo alto del castillo de Sant'Angelo (Roma), actualmente en la "Sala del Ángel".

En la década de los años 1560, Raffaello escribió una autobiografía parcial en el que cuenta episodios de su juventud, el  saqueo de Roma del año 1527 por el ejército de  Carlos V y su obra como artista y escultor principiante. Hace una mención de pasada al uso de la mano izquierda por parte de su maestro Miguel Ángel, cuando habla del propio uso de esta mano para dibujar y escribir, que es la única referencia contemporánea sobre la supuesta condición de zurdo de este gran genio del Renacimiento: 

No quiero omitir que soy zurdo de nacimiento, y encontrando esa mano más fácil que la derecha la utilizaba para escribir pues a mi maestro no le importaba, y estaba satisfecho de mi buena caligrafía. Por lo tanto siempre usaba la mano izquierda, tanto para escribir como para dibujar algunos dibujos del Morgante, que era usado para leer en la escuela. Cuando ponía la hoja de manera longitudinal, para escribir con la mano izquierda, muchos se extrañaban pensando que escribía a la manera hebraica [de derecha a izquierda] y que luego no se podría leer lo que había escrito ... Como ya he dicho, dibujaba mejor con la izquierda, y una vez que me encontraba dibujando el "Arco di Tras el Coliseo" [l 'Arco de Constantino], Miguel Ángel y Sebastiano del Piombo pasaron y se detuvieron para mirarme. He de advertir que ambos, aunque zurdos de nacimiento, lo hacían todo con la mano derecha, salvo acciones que requieren fuerza. Así que estuvieron un largo rato mirándome con gran admiración, porque, como es de público conocimiento, ninguno de los dos hacía nada con su izquierda.